# Головков, Анатолий Павлович
Анатолий Павлович Головков (26 августа 1947, с. Никольское, Енотаевский район, Астраханская область, РСФСР — 13 февраля 2013, Иваново, Российская Федерация) — российский государственный деятель, председатель Правительства Ивановской области (2000).

## Биография
В 1966 г. окончил Астраханский строительный техникум, в 1974 г. — Московский инженерно-строительный институт по специальности «Промышленное и гражданское строительство».
- 1966—1969 гг. — мастер, а затем — прораб в СМУ № 15 треста «Ивановострой» (г. Кинешма),
- 1974—1983 гг. — главный инженер, начальник СМУ № 15, заместитель управляющего треста «Кинешмастрой»,
- 1983—1984 гг. — первый заместитель председателя исполкома Кинешемского горсовета,
- 1984—1986 гг. — в отделе строительства Ивановского обкома КПСС,
- 1986—1987 гг. — первый секретарь Ленинского райкома КПСС г. Иваново,
- 1987—1991 гг. — председатель Ивановского горисполкома,
- 1991—1994 гг. — вице-президент компании «Кранэкс»,
- 1994—1996 гг. — директор предприятий «Русское дело», «Союз», «СНИП»,
- 1996—2000 гг. — заместитель главы администрации Ивановской области,
- февраль-декабрь 2000 г. — председатель правительства Ивановской области,
- 2001—2006 гг. — заместитель генерального директора ООО «Ивановоагроснаб»,
- 2006—2012 гг. — начальник Региональной службы по тарифам Ивановской области.

Заслуженный строитель Российской Федерации.